# Raimondo Etro
Raimondo Etro (Roma, 2 gennaio 1957) è un ex terrorista italiano.

## Biografia

### L'attività terroristica
Ha partecipato all'organizzazione del sequestro di Aldo Moro, che portò all'agguato di via Fani. Partecipò anche all'assassinio del giudice Riccardo Palma, avvenuto il 14 febbraio 1978, ma all'ultimo momento rifiutò di sparare.
Nel 1982, dopo essersi allontanato dalle Brigate Rosse due anni prima, trascorre un periodo di «latitanza preventiva» a Parigi assieme a Alessio Casimirri e Rita Algranati (ai tempi legati sentimentalmente) per evitare una possibile cattura in seguito all'arresto di Antonio Savasta (arrestato durante la liberazione del generale Dozier).

### Processi ed esiti giudiziari
Nel 1985 sceglie di tornare in Italia e, in seguito alle accuse di Savasta e della sua allora compagna Emilia Libera, viene arrestato e condannato ad un anno e qualche mese, beneficiando della condizionale. Nel 1994, in seguito ad alcune dichiarazioni di Valerio Morucci nel processo Moro-ter che lo accusava di aver fatto parte del commando che uccise il giudice Palma, viene nuovamente arrestato.
Il 16 luglio 1996, nel processo Moro-quinquies, i giudici della seconda Corte d'Assise lo condannano a 24 anni e sei mesi per concorso nel sequestro e nell'omicidio di Aldo Moro e nell'eccidio della scorta  mentre Germano Maccari viene condannato all'ergastolo. Il 19 giugno 1997 la Corte d'assise d'appello riduce a 30 anni la condanna per Maccari e conferma quella per Etro a 24 anni e sei mesi. Il 28 ottobre 1998, nel processo Moro quinquies, la prima Corte d'Assise d'appello di Roma condannava Raimondo Etro a 20 anni e 6 mesi e Germano Maccari a 26 anni, riducendo le condanne precedenti.
Ha terminato anticipatamente la sua pena nel 2010.

## Controversie
Rinnegati totalmente i propri ideali sin dalla sua uscita dalle Brigate Rosse nel 1980 il 16 febbraio 2020 è ospite del programma televisivo Non è l'Arena condotto da Massimo Giletti, per rispondere di un post scritto su Facebook nel quale criticava Rachele Mussolini, consigliera comunale di Roma. Rivolgendosi a Daniela Santanchè, Etro la apostrofa: "Volete la parità dei sessi e poi vi offendete perché uno vi dice zoccola"; subito dopo, in riferimento al suo passato da brigatista afferma: "preferisco le mani sporche di sangue che di acqua come Ponzio Pilato, come gente che nella vita non c'ha mai provato". Invitato a scusarsi, si rifiuta ricorrendo anche al turpiloquio e Giletti lo caccia immediatamente dal programma.